# 접바둑

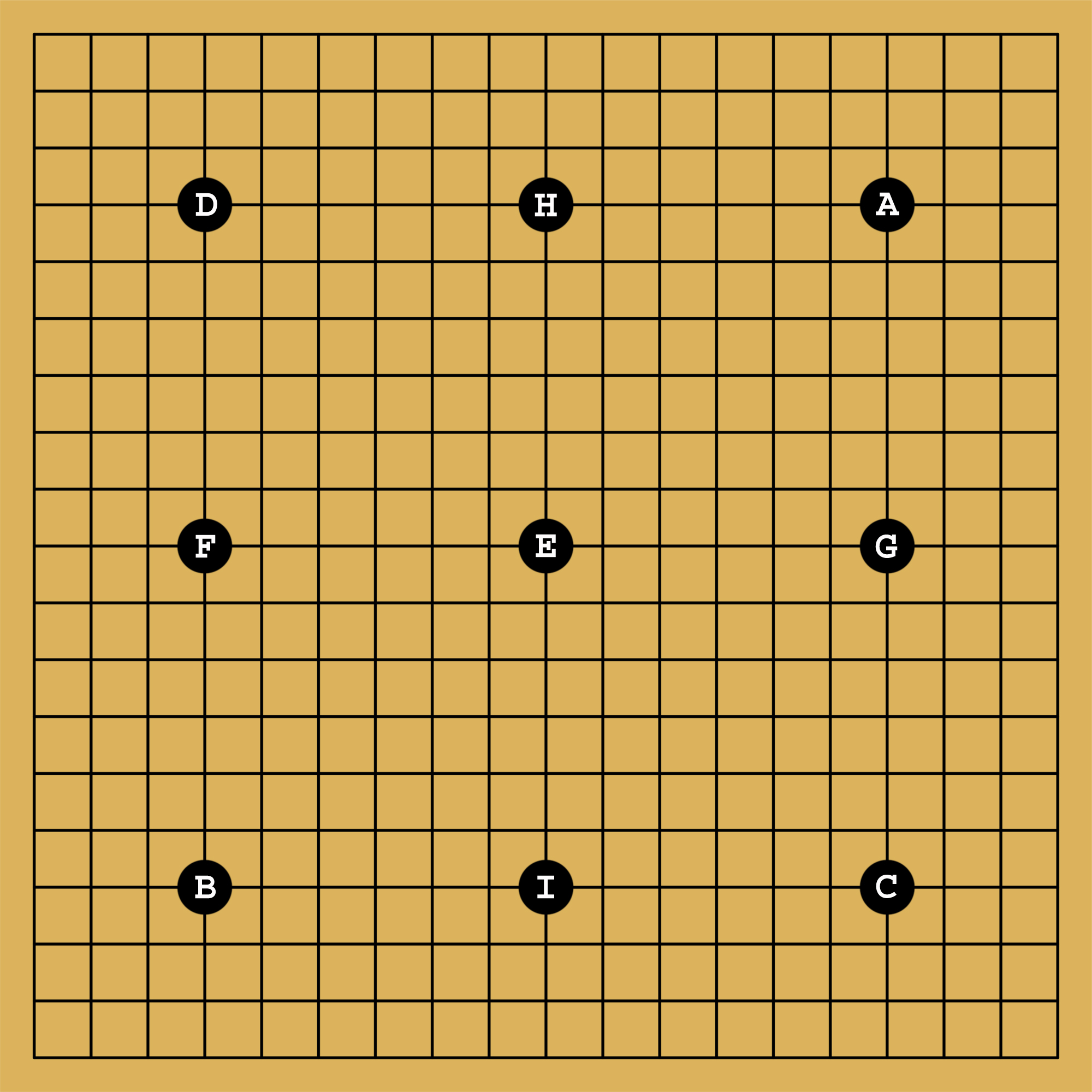

접바둑은 바둑 용어의 하나로, 실력 차이가 있는 사람끼리 바둑을 둘 때 하수가 바둑돌 몇 개를 화점에 미리 놓고(치석) 두는 바둑을 말한다. 맞바둑과는 달리 접바둑은 흑이 미리 돌을 놓은 후 백이 먼저 둔다. 보통 급수의 차이만큼 바둑돌을 놓고 돌의 수에 따라서 두 개를 놓으면 두 점 접바둑, 아홉 개를 놓으면 아홉 점 접바둑으로 부른다.